# Llista d'asteroides/191301-191400
| Nom      | Designació provisional | Data de descobriment   | Lloc de descobriment | Descobridor/s |
| -------- | ---------------------- | ---------------------- | -------------------- | ------------- |
| 191301 - | 2003 GP12              | 1 d'abril de 2003      | Socorro              | LINEAR        |
| 191302 - | 2003 GD32              | 8 d'abril de 2003      | Socorro              | LINEAR        |
| 191303 - | 2003 GU35              | 5 d'abril de 2003      | Anderson Mesa        | LONEOS        |
| 191304 - | 2003 GD44              | 9 d'abril de 2003      | Socorro              | LINEAR        |
| 191305 - | 2003 HQ20              | 24 d'abril de 2003     | Anderson Mesa        | LONEOS        |
| 191306 - | 2003 HV20              | 24 d'abril de 2003     | Anderson Mesa        | LONEOS        |
| 191307 - | 2003 HV21              | 27 d'abril de 2003     | Anderson Mesa        | LONEOS        |
| 191308 - | 2003 HX29              | 28 d'abril de 2003     | Anderson Mesa        | LONEOS        |
| 191309 - | 2003 HQ30              | 28 d'abril de 2003     | Haleakala            | NEAT          |
| 191310 - | 2003 HM32              | 28 d'abril de 2003     | Anderson Mesa        | LONEOS        |
| 191311 - | 2003 HV37              | 28 d'abril de 2003     | Anderson Mesa        | LONEOS        |
| 191312 - | 2003 HX38              | 29 d'abril de 2003     | Haleakala            | NEAT          |
| 191313 - | 2003 HJ41              | 29 d'abril de 2003     | Haleakala            | NEAT          |
| 191314 - | 2003 HC44              | 27 d'abril de 2003     | Anderson Mesa        | LONEOS        |
| 191315 - | 2003 HT46              | 28 d'abril de 2003     | Socorro              | LINEAR        |
| 191316 - | 2003 HZ47              | 30 d'abril de 2003     | Socorro              | LINEAR        |
| 191317 - | 2003 HK55              | 25 d'abril de 2003     | Campo Imperatore     | CINEOS        |
| 191318 - | 2003 HT57              | 25 d'abril de 2003     | Apache Point         | SDSS          |
| 191319 - | 2003 JW7               | 2 de maig de 2003      | Socorro              | LINEAR        |
| 191320 - | 2003 JZ12              | 4 de maig de 2003      | Bergisch Gladbach    | W. Bickel     |
| 191321 - | 2003 JF18              | 1 de maig de 2003      | Kitt Peak            | Spacewatch    |
| 191322 - | 2003 KJ                | 20 de maig de 2003     | Anderson Mesa        | LONEOS        |
| 191323 - | 2003 KN                | 22 de maig de 2003     | Wrightwood           | J. W. Young   |
| 191324 - | 2003 KA4               | 23 de maig de 2003     | Reedy Creek          | J. Broughton  |
| 191325 - | 2003 LQ2               | 3 de juny de 2003      | Socorro              | LINEAR        |
| 191326 - | 2003 MV5               | 26 de juny de 2003     | Socorro              | LINEAR        |
| 191327 - | 2003 MO12              | 29 de juny de 2003     | Socorro              | LINEAR        |
| 191328 - | 2003 OT6               | 21 de juliol de 2003   | Haleakala            | NEAT          |
| 191329 - | 2003 OB18              | 24 de juliol de 2003   | Campo Imperatore     | CINEOS        |
| 191330 - | 2003 OX28              | 24 de juliol de 2003   | Palomar              | NEAT          |
| 191331 - | 2003 OZ28              | 24 de juliol de 2003   | Palomar              | NEAT          |
| 191332 - | 2003 PK7               | 1 d'agost de 2003      | Haleakala            | NEAT          |
| 191333 - | 2003 QR1               | 19 d'agost de 2003     | Campo Imperatore     | CINEOS        |
| 191334 - | 2003 QB2               | 19 d'agost de 2003     | Campo Imperatore     | CINEOS        |
| 191335 - | 2003 QC5               | 20 d'agost de 2003     | Campo Imperatore     | CINEOS        |
| 191336 - | 2003 QS7               | 21 d'agost de 2003     | Palomar              | NEAT          |
| 191337 - | 2003 QN11              | 21 d'agost de 2003     | Haleakala            | NEAT          |
| 191338 - | 2003 QD13              | 22 d'agost de 2003     | Haleakala            | NEAT          |
| 191339 - | 2003 QD19              | 22 d'agost de 2003     | Palomar              | NEAT          |
| 191340 - | 2003 QT22              | 20 d'agost de 2003     | Palomar              | NEAT          |
| 191341 - | 2003 QC31              | 24 d'agost de 2003     | Piszkéstető          | Piszkéstető   |
| 191342 - | 2003 QK32              | 21 d'agost de 2003     | Palomar              | NEAT          |
| 191343 - | 2003 QF33              | 22 d'agost de 2003     | Socorro              | LINEAR        |
| 191344 - | 2003 QK33              | 22 d'agost de 2003     | Palomar              | NEAT          |
| 191345 - | 2003 QN33              | 22 d'agost de 2003     | Palomar              | NEAT          |
| 191346 - | 2003 QH39              | 22 d'agost de 2003     | Palomar              | NEAT          |
| 191347 - | 2003 QZ41              | 22 d'agost de 2003     | Socorro              | LINEAR        |
| 191348 - | 2003 QL42              | 22 d'agost de 2003     | Socorro              | LINEAR        |
| 191349 - | 2003 QF46              | 23 d'agost de 2003     | Palomar              | NEAT          |
| 191350 - | 2003 QF48              | 20 d'agost de 2003     | Palomar              | NEAT          |
| 191351 - | 2003 QY58              | 23 d'agost de 2003     | Palomar              | NEAT          |
| 191352 - | 2003 QS66              | 22 d'agost de 2003     | Socorro              | LINEAR        |
| 191353 - | 2003 QL67              | 23 d'agost de 2003     | Socorro              | LINEAR        |
| 191354 - | 2003 QD69              | 23 d'agost de 2003     | Palomar              | NEAT          |
| 191355 - | 2003 QZ73              | 24 d'agost de 2003     | Socorro              | LINEAR        |
| 191356 - | 2003 QW75              | 24 d'agost de 2003     | Socorro              | LINEAR        |
| 191357 - | 2003 QE79              | 24 d'agost de 2003     | Socorro              | LINEAR        |
| 191358 - | 2003 QH80              | 22 d'agost de 2003     | Palomar              | NEAT          |
| 191359 - | 2003 QR81              | 23 d'agost de 2003     | Palomar              | NEAT          |
| 191360 - | 2003 QZ84              | 24 d'agost de 2003     | Socorro              | LINEAR        |
| 191361 - | 2003 QD87              | 25 d'agost de 2003     | Socorro              | LINEAR        |
| 191362 - | 2003 QG87              | 25 d'agost de 2003     | Socorro              | LINEAR        |
| 191363 - | 2003 QS93              | 28 d'agost de 2003     | Haleakala            | NEAT          |
| 191364 - | 2003 QQ94              | 28 d'agost de 2003     | Haleakala            | NEAT          |
| 191365 - | 2003 QA102             | 30 d'agost de 2003     | Kitt Peak            | Spacewatch    |
| 191366 - | 2003 QB107             | 31 d'agost de 2003     | Socorro              | LINEAR        |
| 191367 - | 2003 QD113             | 31 d'agost de 2003     | Socorro              | LINEAR        |
| 191368 - | 2003 RQ5               | 3 de setembre de 2003  | Socorro              | LINEAR        |
| 191369 - | 2003 RR7               | 3 de setembre de 2003  | Reedy Creek          | J. Broughton  |
| 191370 - | 2003 RO9               | 4 de setembre de 2003  | Socorro              | LINEAR        |
| 191371 - | 2003 RS9               | 4 de setembre de 2003  | Campo Imperatore     | CINEOS        |
| 191372 - | 2003 RP13              | 15 de setembre de 2003 | Palomar              | NEAT          |
| 191373 - | 2003 RD14              | 15 de setembre de 2003 | Haleakala            | NEAT          |
| 191374 - | 2003 RK14              | 14 de setembre de 2003 | Haleakala            | NEAT          |
| 191375 - | 2003 RO26              | 3 de setembre de 2003  | Haleakala            | NEAT          |
| 191376 - | 2003 RZ26              | 2 de setembre de 2003  | Socorro              | LINEAR        |
| 191377 - | 2003 SQ                | 16 de setembre de 2003 | Kitt Peak            | Spacewatch    |
| 191378 - | 2003 SJ4               | 16 de setembre de 2003 | Kitt Peak            | Spacewatch    |
| 191379 - | 2003 SY7               | 16 de setembre de 2003 | Palomar              | NEAT          |
| 191380 - | 2003 SH8               | 16 de setembre de 2003 | Kitt Peak            | Spacewatch    |
| 191381 - | 2003 SD17              | 18 de setembre de 2003 | Campo Imperatore     | CINEOS        |
| 191382 - | 2003 SR18              | 16 de setembre de 2003 | Kitt Peak            | Spacewatch    |
| 191383 - | 2003 SM22              | 16 de setembre de 2003 | Kitt Peak            | Spacewatch    |
| 191384 - | 2003 SZ27              | 18 de setembre de 2003 | Palomar              | NEAT          |
| 191385 - | 2003 SU39              | 16 de setembre de 2003 | Palomar              | NEAT          |
| 191386 - | 2003 SK40              | 16 de setembre de 2003 | Palomar              | NEAT          |
| 191387 - | 2003 SO40              | 16 de setembre de 2003 | Palomar              | NEAT          |
| 191388 - | 2003 SU40              | 16 de setembre de 2003 | Palomar              | NEAT          |
| 191389 - | 2003 SQ42              | 16 de setembre de 2003 | Anderson Mesa        | LONEOS        |
| 191390 - | 2003 SH44              | 16 de setembre de 2003 | Anderson Mesa        | LONEOS        |
| 191391 - | 2003 SR44              | 16 de setembre de 2003 | Anderson Mesa        | LONEOS        |
| 191392 - | 2003 SC45              | 16 de setembre de 2003 | Anderson Mesa        | LONEOS        |
| 191393 - | 2003 SO47              | 17 de setembre de 2003 | Haleakala            | NEAT          |
| 191394 - | 2003 SN48              | 18 de setembre de 2003 | Palomar              | NEAT          |
| 191395 - | 2003 SQ48              | 18 de setembre de 2003 | Palomar              | NEAT          |
| 191396 - | 2003 SB50              | 18 de setembre de 2003 | Palomar              | NEAT          |
| 191397 - | 2003 ST59              | 17 de setembre de 2003 | Anderson Mesa        | LONEOS        |
| 191398 - | 2003 SH63              | 17 de setembre de 2003 | Socorro              | LINEAR        |
| 191399 - | 2003 SO67              | 19 de setembre de 2003 | Socorro              | LINEAR        |
| 191400 - | 2003 SZ70              | 18 de setembre de 2003 | Kitt Peak            | Spacewatch    |